# Светий Донат
Светий Донат (хорв. Sveti Donat) — населений пункт у Хорватії, в Істрійській жупанії у складі міста Бузет.

## Населення
Населення за даними перепису 2011 року становило 83 осіб.
Динаміка чисельності населення поселення:

## Клімат
Середня річна температура становить 12,91 °C, середня максимальна – 26,56 °C, а середня мінімальна – -1,73 °C. Середня річна кількість опадів – 1118 мм.
| Клімат поселення                              | Клімат поселення | Клімат поселення | Клімат поселення | Клімат поселення | Клімат поселення | Клімат поселення | Клімат поселення | Клімат поселення | Клімат поселення | Клімат поселення | Клімат поселення | Клімат поселення | Клімат поселення |
| Показник                                      | Січ.             | Лют.             | Бер.             | Квіт.            | Трав.            | Черв.            | Лип.             | Серп.            | Вер.             | Жовт.            | Лист.            | Груд.            |                  |
| Середній максимум, °C                         | 9,73             | 10,85            | 13,89            | 17,25            | 22,18            | 26,13            | 26,56            | 25,90            | 21,77            | 17,02            | 11,96            | 8,72             |                  |
| Середня температура, °C                       | 4,01             | 5,12             | 8,16             | 11,51            | 16,46            | 20,41            | 22,80            | 22,14            | 18,00            | 13,25            | 8,19             | 4,95             |                  |
| Середній мінімум, °C                          | −1,73            | −0,62            | 2,43             | 5,78             | 10,72            | 14,67            | 19,03            | 18,36            | 14,23            | 9,48             | 4,42             | 1,18             |                  |
| Норма опадів, мм                              | 81               | 65               | 82               | 90               | 82               | 96               | 68               | 96               | 101              | 128              | 124              | 105              |                  |
| Середньомісячна швидкість вітру, м/с          | 1.51             | 1.79             | 2.00             | 2.05             | 1.88             | 1.78             | 1.76             | 1.68             | 1.59             | 1.69             | 1.71             | 1.62             |                  |
| Середньомісячна сонячна радіація, кДж/м²·день | 4433             | 7309             | 10559            | 14902            | 19075            | 20763            | 21545            | 18559            | 13874            | 8863             | 4886             | 3684             |                  |
| --------------------------------------------- | ---------------- | ---------------- | ---------------- | ---------------- | ---------------- | ---------------- | ---------------- | ---------------- | ---------------- | ---------------- | ---------------- | ---------------- | ---------------- |
| Джерело:                                      |                  |                  |                  |                  |                  |                  |                  |                  |                  |                  |                  |                  |                  |